# Ніде не нульовий потік
Ніде́ не нульови́й поті́к у теорії графів — особливий вид мережевого потоку, який пов'язаний (двоїстістю) з розфарбуванням планарних графів.

## Визначення
Нехай G = (V, E) — орієнтований граф і нехай M — абелева група. Відображення φ: E → M називають потоком або M-потоком, якщо для будь-якої вершини v ∈ V, виконується
{\displaystyle \sum _{e\in \delta ^{+}(v)}\phi (e)=\sum _{e\in \delta ^{-}(v)}\phi (e),}
де δ+(v) позначає множину ребер, що виходять із v, а δ-(v) — множину ребер, що входять у v. Іноді цю умову трактують як правило Кірхгофа. Якщо φ(e) ≠ 0 для будь-якої вершини e ∈ E, ми говоримо про φ як про ніде не нульовий потік. Якщо M = Z — група цілих чисел за додаванням і k — додатне число, таке що -k < φ(e) < k для будь-якого ребра e, то M-потік φ називають також k-потоком.
Нехай G = (V, E) — ненапрямлений граф. Орієнтацію дуг в E називають модульним k-потоком, якщо
{\displaystyle |\delta ^{+}(v)|\equiv |\delta ^{-}(v)|{\pmod {k}}}
для всіх вершин v ∈ V.

## Властивості
Змінимо ніде не нульовий потік φ на графі G, вибравши дугу e, змінивши напрям дуги і замінивши φ(e) на -φ(e). Після таких змін потік залишиться ніде не нульовим. Далі, якщо φ був спочатку k-потоком, то й отриманий потік таким залишиться. Таким чином, існування ніде не нульового M-потоку або k-потоку не залежить від напрямків дуг графа. Ми можемо сказати, що неорієнтований граф G має ніде не нульовий M-потік або k-потік, якщо яка-небудь (а отже й будь-яка) орієнтація дуг графа G має такий потік.
Ще дивніше те, що якщо M є скінченною абелевою групою розміру k, то число ніде не нульових M-потоків на деяких графах не залежить від структури M, а тільки від k, розміру M. Більш того, існування M-потоку збігається з існуванням k-потоку. Ці два результати довів Татт 1953 року.

## Двоїстість потоків і розфарбування
Нехай G = (V, E) — орієнтований граф без мостів, намальований на площині, і припустимо, що області (грані) правильно розфарбовані в k кольорів {0, 1, 2, .., k — 1}. Побудуємо відображення φ: E(G) → {-(k — 1), …, −1, 0, 1, …, k — 1} за таким правилом: якщо дуга e має колір x ліворуч і колір y праворуч, покладемо φ(e) = x — y. Легко перевірити, що φ — k-потік. Більш того, якщо області пофарбовано правильно, φ ніде не нульовий k-потік. Це випливає з побудови, оскільки якщо G і G* планарні двоїсті графи і G* — k-розфарбовуваний, то G має ніде не нульовий k-потік. Татт довів, що зворотне цьому твердженню теж істинне. Таким чином, для планарних графів ніде не нульові потоки є двоїстими. Оскільки ніде не нульові потоки мають сенс для довільних графів (не тільки для тих, що можна намалювати на площині), їх вивчення можна розглядати як розширення теорії розфарбовування на непланарні графи.

## Теорія
Оскільки ніякої граф з петлею не має правильного розфарбування, ніякої граф, що має мости, не може мати ніде не нульового потоку (в будь-якій групі). Легко показати, що будь-який граф без мостів має ніде не нульовий Z-потік (з теореми Роббінса), але цікаве питання виникає за спроби знайти ніде не нульовий k-потік для малих значень k. Дві елегантні теореми в цьому напрямку — теорема Джагера про 4-потік (будь-який реберно 4-зв'язний граф має ніде не нульовий 4-потік) і теорема Сеймура про 6-потік (будь-який граф без мостів має ніде не нульовий 6-потік).
Татт висловив гіпотезу, що будь-який граф без мостів має ніде не нульовий 5-потік і що будь-який граф без мостів, що не містить графа Петерсена як мінора має ніде не нульовий 4-потік. Для кубічних графів, що не містять мінора Петерсена, існування 4-потоку випливає з теореми про снарки, але для довільних графів гіпотеза залишається відкритою.